# Poddębina (Zabełków)
Poddębina (Nowy Dwór) – przysiółek wsi Zabełków w Polsce położony w województwie śląskim, w powiecie raciborskim, w gminie Krzyżanowice.